# Émile Mayade
Émile Mayade, francoski dirkač, * 21. avgust 1853, Clermont-Ferrand, Francija, † 18. september 1898, Chevanceaux, Charente-Maritime, Francija.
Émile Mayade se je rodil 21. avgusta 1853 v Clermont-Ferrandu. Prvič je nastopil na dirki na sploh prvi tovrstni dirki Pariz-Rouen v sezoni 1894, na kateri je osvojil sedmo mesto. Drugič je nastopil na dirki Pariz-Bourdeaux-Pariz v naslednji sezoni 1895, na kateri je osvojil šesto mesto, tretjič in zadnjič pa na dirki Pariz-Marseille-Pariz v sezoni 1896, na kateri je osvojil svojo edino zmago v karieri z dirkalnikom Panhard, s katerim je nastopil na vseh treh dirkah. 18. septembra 1898 je umrl v prometni nesreči pri Chevanceauxu.